# Zita di Borbone-Parma
Zita di Borbone-Parma, nome completo: Zita Maria delle Grazie Adelgonda Micaela Raffaela Gabriella Giuseppina Antonia Luisa Agnese (Capezzano Pianore, 9 maggio 1892 – Zizers, 14 marzo 1989), è stata l'ultima imperatrice d'Austria, regina di Boemia (non incoronata) e regina apostolica d'Ungheria come moglie di Carlo I d'Austria.
È stata proclamata Serva di Dio dalla Chiesa cattolica.

## Biografia

### Infanzia ed educazione

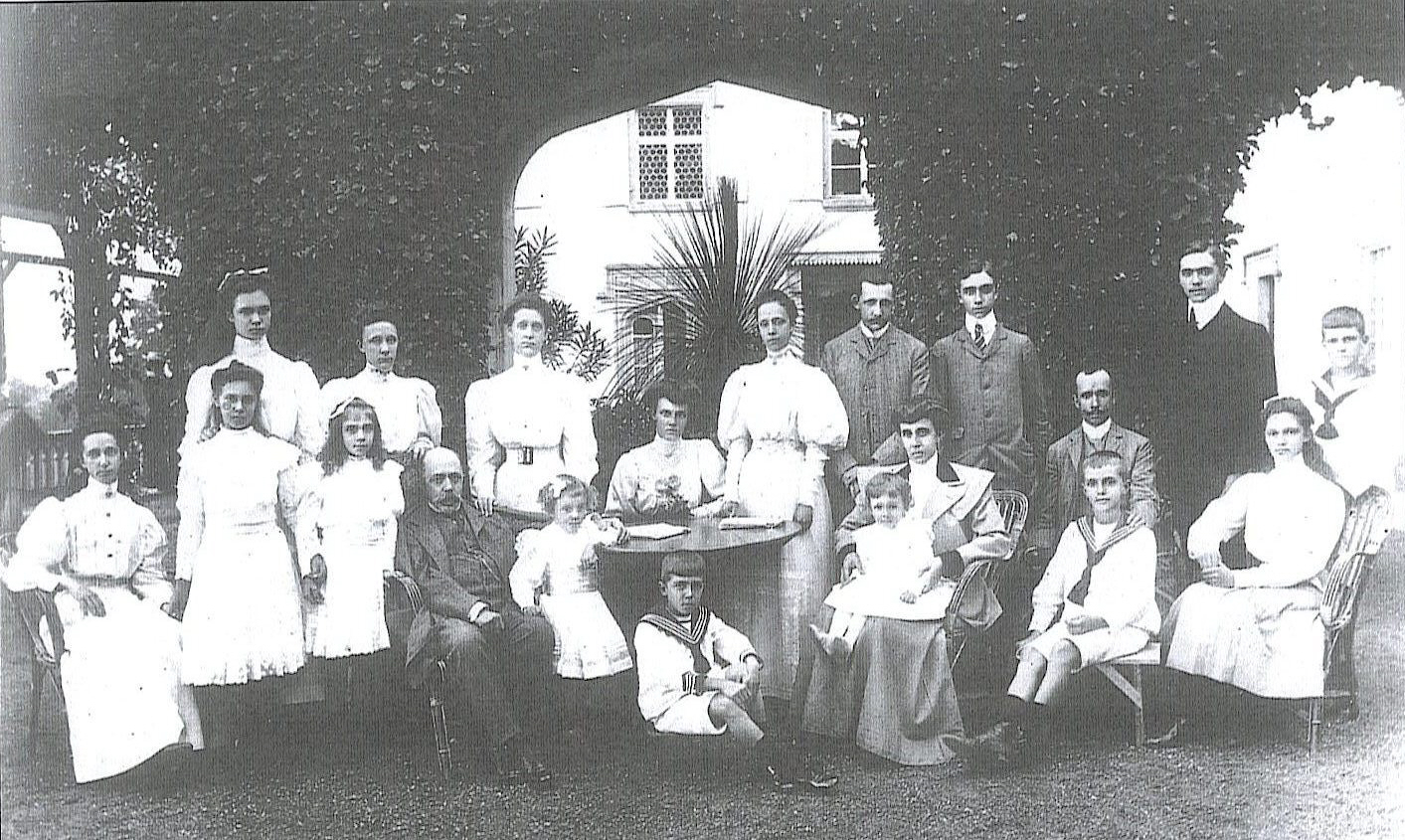
La famiglia di Roberto I di Parma. Da sinistra a destra, prima fila: Immacolata, Antonia, Isabella, il duca Roberto, Enrichetta, Luigi, Gaetano, la duchessa Maria Antonia, Renato, Zita (seduta in fondo a destra). Da sinistra a destra, seconda fila: Francesca, Pia, Luisa, Adelaide, Teresa, Giuseppe, Saverio, Enrico, Sisto, Felice; Villa Pianore, 1906.

Zita di Borbone-Parma nacque a Villa Pianore, una grande proprietà situata tra Pietrasanta e Camaiore, nella provincia italiana di Lucca, precisamente nel territorio della Pieve di Monteggiori, il 9 maggio 1892. Nacque con il nome di Zita di Lucca, in onore di una santa vissuta nel XIII secolo. Terza figlia e quinta discendente diretta dell'anziano duca sovrano di Parma Roberto I e della seconda moglie, Antonia di Braganza, una delle figlie del re Michele I del Portogallo e di sua moglie Adelaide di Löwenstein-Wertheim-Rosenberg. Nel 1859, il padre di Zita perse il suo trono durante il Risorgimento, quando non era che un ragazzo di dieci anni. Dal suo primo matrimonio con la principessa Maria Pia di Borbone-Due Sicilie ebbe dodici figli, di cui sei con problemi mentali e tre morti in tenera età. Rimasto vedovo nel 1882, si risposò due anni dopo con l'infanta Antonia, la madre di Zita. Da questo matrimonio nacquero dodici figli. Zita fu la diciassettesima figlia di Roberto.
L'anziano duca viveva con la sua famiglia alle Piànore e nel castello di Schwarzau, nel land austriaco della Bassa Austria. Fu principalmente in queste due residenze che Zita passò la sua infanzia e adolescenza. La famiglia passava la maggior parte dell'anno in Austria e scendeva alle Piànore per l'inverno. Effettuavano il viaggio in un treno di sedici vagoni, arredato per trasportare la famiglia e i suoi beni.

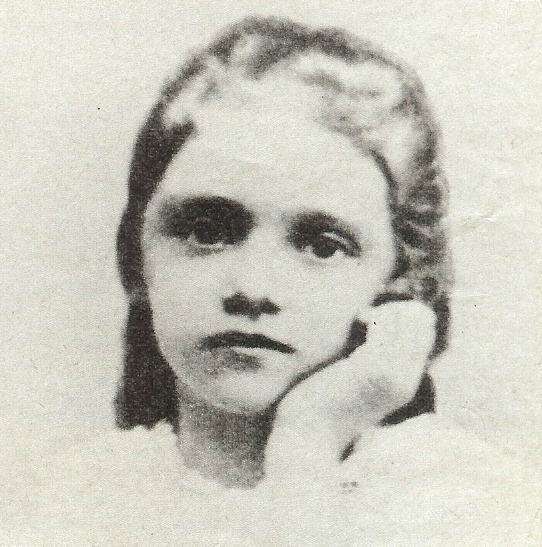
Zita nei primi del Novecento

Zita, i suoi fratelli e le sue sorelle impararono a parlare l'italiano, il francese, il tedesco, lo spagnolo, il portoghese e l'inglese. Ricordava: «Siamo cresciuti in un ambiente internazionale. Mio padre si considerava all'inizio come un francese e passava qualche settimana ogni anno con i maggiori dei suoi figli al castello di Chambord, la sua principale proprietà sulla Loira. Io gli chiesi un giorno come ci dovevamo descrivere. Lui rispose: "Noi siamo principi francesi che hanno regnato in Italia". In effetti, dei ventiquattro figli solo tre, tra cui io, siamo nati in Italia»
A dieci anni Zita fu inviata dalle Sorelle della Visitazione a Zangberg, in Alta Baviera, presso cui regnava uno stretto regime di studio e di istruzione religiosa, ma nell'autunno 1907 fu richiamata a casa alla morte di suo padre. Sua nonna materna inviò Zita e sua sorella Francesca in un monastero benedettino dell'isola di Wight per terminare la loro educazione. Cresciute nella fede cattolica, le ragazze Parma prestavano regolarmente servizio per delle opere buone per i bisognosi. A Schwarzau la famiglia trasformava del tessuto in vestiti. Zita e Francesca distribuivano personalmente cibo, vestiti e medicine ai poveri delle Piànore. Tre delle sorelle di Zita entrarono in ordini religiosi, e, a un certo momento, scelse anche lei di seguire lo stesso cammino.

### Matrimonio

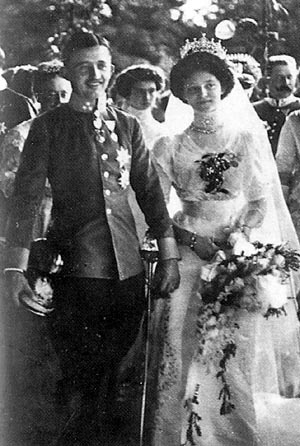
Il matrimonio di Carlo d'Austria-Este e Zita di Borbone-Parma

Nelle immediate vicinanze del castello di Schwarzau si trovava Villa Wartholz, residenza dell'arciduchessa Maria Teresa d'Austria, zia materna di Zita. Maria Teresa era matrigna dell'arciduca Otto e nonna acquisita dell'arciduca Carlo.
Carlo e Zita si erano già incontrati da bambini. Nel 1909, essendo il reggimento dei dragoni di Carlo di stanza presso Brandýs nad Labem, si ritrovarono, così Carlo iniziò a farle visita regolarmente. Nel 1911 l'arciduca si recò a Villa Pianore per chiedere formalmente la mano di Zita, e il 13 giugno 1911 venne annunciato il loro fidanzamento presso la corte austriaca. Il matrimonio fu celebrato il 21 ottobre 1911 nel castello di Schwarzau. Il prozio di Carlo, l'imperatore Francesco Giuseppe, entusiasta nel vedere un erede contrarre un matrimonio adeguato, fece il primo brindisi al pranzo di nozze.

### Moglie dell'erede al trono austriaco

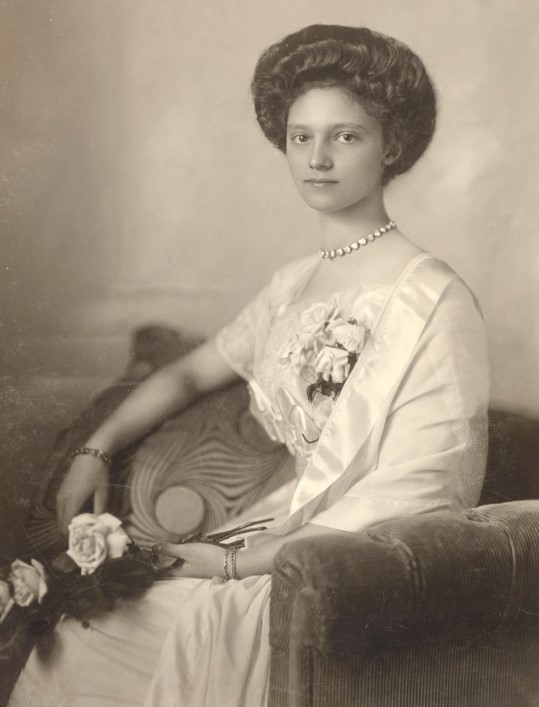
L'imperatrice Zita fotografata negli anni 1910

In quel momento, l'arciduca Carlo era poco più che ventenne, per cui non si aspettava di diventare erede al trono, in quanto Francesco Ferdinando era in buona salute. La situazione cambiò il 28 giugno 1914, quando l'erede e la moglie Sophie furono assassinati a Sarajevo da parte dei nazionalisti serbi. Carlo e Zita ricevettero la notizia attraverso un telegramma lo stesso giorno. Lei disse di suo marito: «Anche se era una bella giornata, ho visto la sua faccia impallidire sotto il sole».
Durante la prima guerra mondiale, Carlo fu promosso generale dell'esercito austriaco, prendendo il comando del 20º Corpo in un'offensiva nel Tirolo. La guerra fu personalmente difficile per Zita, dal momento che molti dei suoi fratelli combattevano su fronti opposti nel conflitto (Felice e Renato s'erano uniti all'esercito austriaco, mentre Sisto e Saverio s'erano uniti all'esercito belga). Inoltre, il suo paese di nascita, l'Italia, aveva dichiarato guerra all'Austria nel 1915. Nel 1917 l'ambasciatore tedesco a Vienna, il conte Otto Wedel, avrebbe scritto a Berlino: «L'imperatrice discende da una casa principesca italiana. Le persone non si fidano del tutto di lei e dei suoi parenti».
Su richiesta di Francesco Giuseppe, Zita e i suoi figli lasciarono la loro residenza a Hetzendorf trasferendosi nel castello di Schönbrunn. Qui Zita spese molte ore con il vecchio imperatore in occasioni formali e informali, nelle quali Francesco Giuseppe le confidò le sue paure per il futuro. L'imperatore Francesco Giuseppe morì di bronchite e polmonite, all'età di 86 anni, il 21 novembre 1916.

### Imperatrice e regina

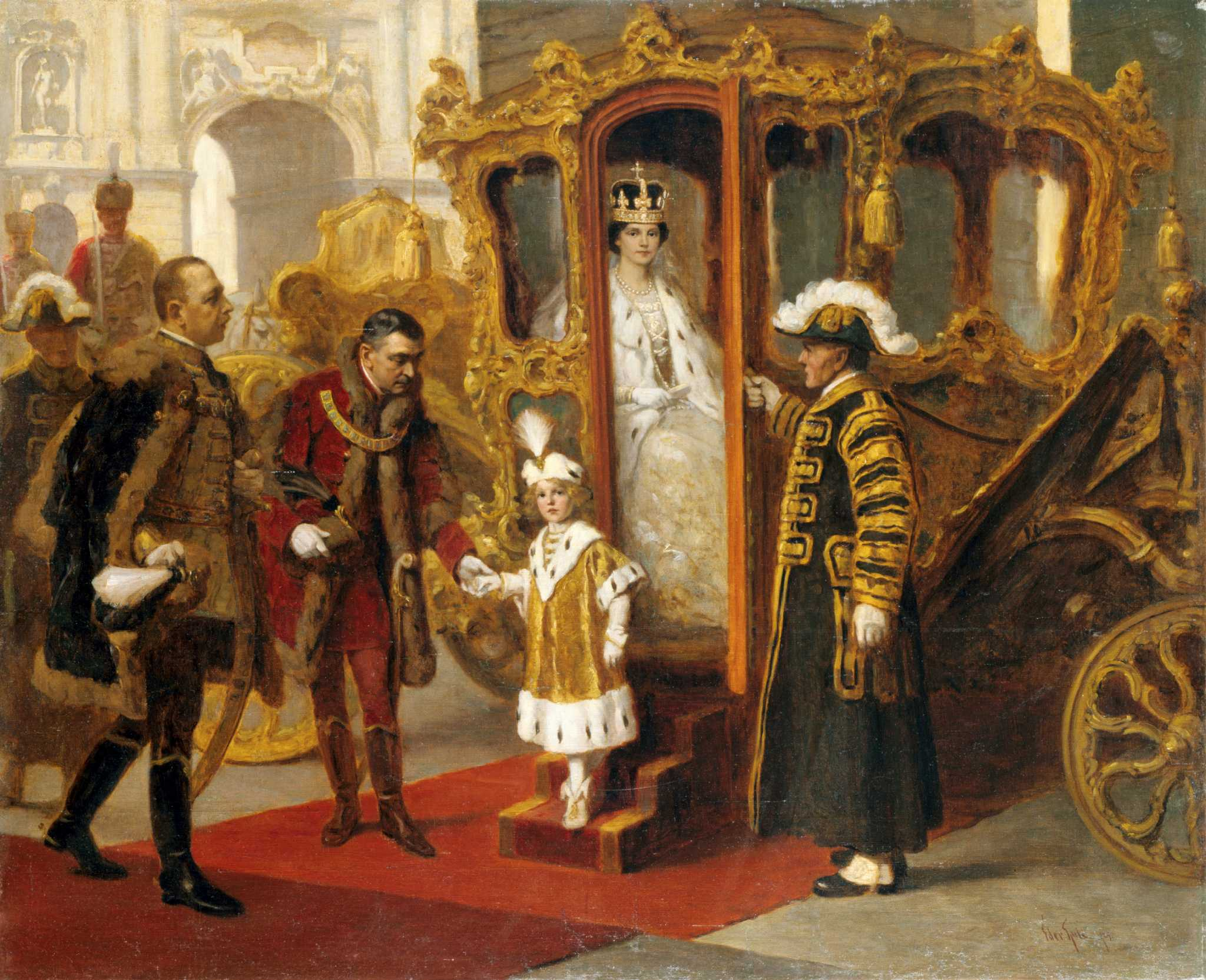
Zita e il figlio Otto durante l'incoronazione del 1916

Carlo e Zita furono incoronati a Budapest il 30 dicembre 1916. Dopo l'incoronazione ci fu un banchetto, ma, una volta terminati i festeggiamenti, l'imperatore e l'imperatrice pensarono d'aver sbagliato a prolungarli durante il periodo di guerra. All'inizio del regno Carlo era il più delle volte lontano da Vienna, ma era in continuo contatto telefonico con il suo quartier generale militare, con una linea installata da Baden alla Hofburg. Zita ebbe una certa influenza sul marito e aveva un interesse particolare per la politica sociale. Tuttavia, l'unico interesse per Carlo erano le questioni militari. Energica e volitiva, Zita accompagnava il marito nelle province e al fronte, impegnando sé stessa in opere di carità e con visite in ospedale ai feriti di guerra.

#### Affare Sisto

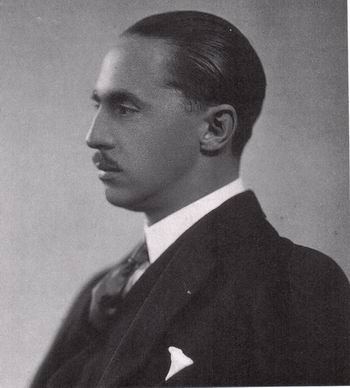
Sisto di Borbone-Parma in una fotografia d'epoca

Nel pieno della prima guerra mondiale, si adoperò per il raggiungimento, assieme al marito Carlo I e ai fratelli, i principi Sisto e Saverio di Borbone-Parma, per la pace con gli alleati, ma, nonostante tutto, questi tentativi fallirono. Nel mese di aprile 1918, dopo il trattato di Brest-Litovsk, il ministro degli esteri austriaco, il conte Ottokar Czernin, pronunciò un discorso attaccando il primo ministro francese Georges Clemenceau e additandolo come il principale ostacolo a una pace che avrebbe favorito gli Imperi centrali.

### Fine dell'Impero
Il prestigio dell'esercito tedesco aveva preso già un duro colpo alla battaglia di Amiens e il 25 settembre 1918. Successivamente re Ferdinando di Bulgaria prese le distanze dai suoi alleati degli Imperi centrali, pronunciandosi, in modo indipendente, per la pace. Quando ricevette il telegramma del collasso della Bulgaria, Zita si trovava insieme a Carlo. Il 16 ottobre 1918, l'imperatore promulgò un "Manifesto dei Popoli", proponendo di ristrutturare l'impero su linee federali e concedendo a ogni nazionalità un proprio Stato. Invece, ogni nazione si staccò e l'impero effettivamente si sciolse. Il 28 ottobre 1918 nacque il primo nuovo stato Cecoslovacco, indipendente dell'Impero asburgico.
Lasciando i loro figli a Gödöllő, Carlo e Zita viaggiarono verso il Palazzo di Schönbrunn. L'11 novembre 1918, insieme al portavoce dell'imperatore, prepararono un manifesto da far firmare a Carlo. Dopo la pubblicazione del documento, l'imperatore, con la sua famiglia e il resto della corte, partì per il casino di caccia di Eckartsau, nei pressi del confine con l'Ungheria e la Slovacchia. Il giorno successivo furono proclamate La Repubblica di Germania e quella d'Austria, anche se, in Austria, per i successivi cinque mesi, esistettero due governi contrapposti: il governo della nuova Repubblica austriaca, proclamata il 12 novembre 1918, e il vecchio governo imperiale, che fu "sospeso" da Carlo ma non fu formalmente sciolto.

### Esilio
Dopo alcuni mesi difficili a Eckartsau, la famiglia imperiale ricevette un aiuto da una fonte inaspettata. Il principe Sisto incontrò il re Giorgio V e lo supplicò di aiutare gli Asburgo. Giorgio, dopo soli pochi mesi dall'esecuzione di suo cugino Nicola II di Russia per mano dei rivoluzionari, promise: «Faremo immediatamente ciò che è necessario». Diversi ufficiali dell'esercito britannico furono inviati ad aiutare Carlo, in particolare il tenente colonnello Edward Lisle Strutt, che era un nipote di Lord Belpasso e un ex studente presso l'Università di Innsbruck.
Con qualche difficoltà, il colonnello Strutt riuscì a organizzare un treno per la Svizzera, permettendo all'imperatore di lasciare il Paese con dignità, senza dover abdicare. Carlo, Zita, i loro figli e le loro famiglie lasciarono Eckartsau il 24 marzo 1919, scortati da un distaccamento di soldati britannici dell'Onorevole Compagnia di Artiglieria sotto il comando del colonnello Strutt. In seguito a ciò, il 3 aprile 1919, il governo repubblicano sciolse formalmente quello imperiale, dichiarando unilateralmente decaduti Carlo e Zita dal trono confiscando i beni personali della Casa d'Asburgo-Lorena.

#### Ungheria ed esilio a Madera
La prima casa della famiglia in esilio fu il castello Wartegg a Rorschach, un immobile di proprietà dei Borbone-Parma. Tuttavia, le autorità svizzere, preoccupate per le implicazioni che avrebbero comportato la dimora degli Asburgo nei pressi del confine austriaco, li costrinsero a spostarsi verso la parte occidentale del Paese. Il mese successivo, quindi, si trasferirono a Villa Prangins, nei pressi del lago di Ginevra, dove ripresero una vita familiare tranquilla.
Questo periodo venne bruscamente interrotto nel marzo 1920, quando, dopo un periodo di instabilità in Ungheria, Miklós Horthy fu eletto reggente. Carlo era ancora tecnicamente re, ma Horthy inviò un emissario a Prangins consigliandogli di non andare in Ungheria fino a quando la situazione non si fosse calmata. Dopo il trattato del Trianon, l'ambizione di Horthy crebbe. Carlo chiese l'aiuto del colonnello Strutt per farsi portare in Ungheria. Carlo tentò due volte di riprendere il controllo, la prima nel mese di marzo e nuovamente nell'ottobre 1921. Entrambi i tentativi fallirono, nonostante il sostegno convinto di Zita.
Carlo e Zita risiedettero temporaneamente al castello Tata, di proprietà del conte Esterházy, fino a quando non si fosse trovata la destinazione permanente per il loro esilio. Malta venne messa in discussione come una possibilità, ma l'idea fu rifiutata da Lord Curzon. Il territorio francese fu escluso a causa della presenza dei fratelli di Zita, che macchinavano intrighi per conto di Carlo. Alla fine venne scelta l'isola portoghese di Madera. La coppia giunse a Funchal il 19 novembre 1921. Nel frattempo i loro figli risiedettero nel castello di Wartegg, in Svizzera, dove viveva Maria Teresa, anche se Zita riuscì a vederli a Zurigo, quando suo figlio Roberto ebbe bisogno di essere sottoposto ad una operazione di appendicectomia. I bambini si unirono ai genitori nel febbraio del 1922.

#### Morte di Carlo

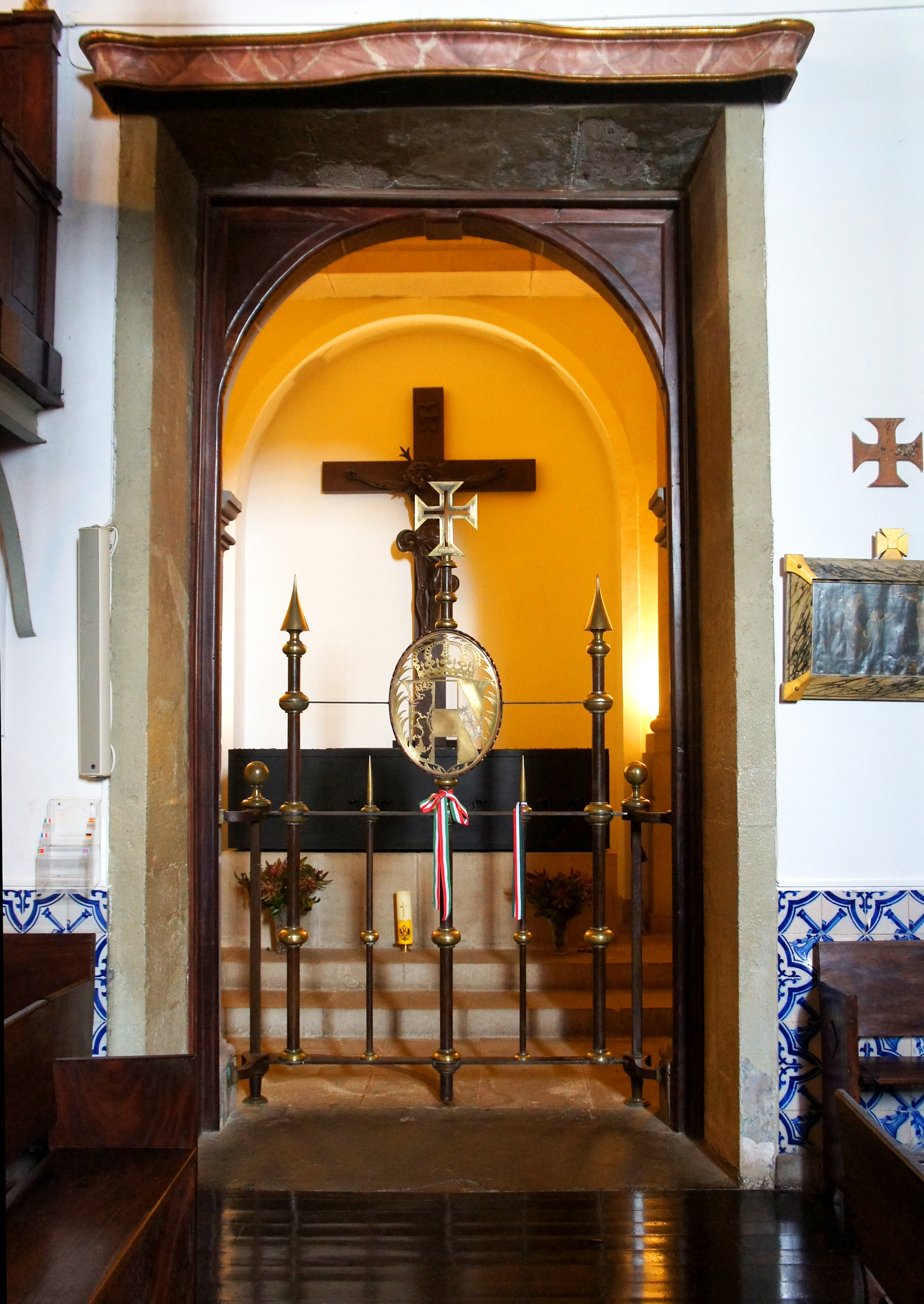
Tomba di Carlo I d'Austria

Carlo aveva problemi di salute già da tempo. Dopo essere andato a fare spese in una giornata fredda a Funchal per comprare dei giocattoli per Carlo Ludovico, fu colpito da un attacco di bronchite. A causa delle inadeguate cure mediche, la bronchite peggiorò in polmonite. Molti dei bambini e il personale si ammalarono; Zita, all'epoca incinta di otto mesi, si prese cura di tutti.
Carlo morì il 1º aprile 1922. Le sue ultime parole alla moglie furono: «Ti amo così tanto». Dopo il suo funerale, un testimone disse di Zita: «Questa donna è davvero da ammirare. Lei non ha perso, per un secondo, la sua compostezza... salutò la gente su tutti i lati e poi parlò con chi l'aveva aiutata con il funerale». Zita portò il lutto, in memoria di Carlo, durante tutti i 67 anni di vedovanza.

### Vedovanza
Dopo la morte di Carlo, l'ex famiglia imperiale austriaca si trasferì di nuovo. Alfonso XIII di Spagna consentì a Zita e ai suoi sette figli (che presto sarebbero stati otto) di trasferirsi in Spagna. Alfonso inviò a Funchal la nave da guerra Infanta Isabel che li portò a Cadice. Furono poi accompagnati al Palazzo del Pardo a Madrid, dove poco dopo il suo arrivo Zita diede alla luce una figlia postuma, l'arciduchessa Elisabetta.
Alfonso XIII offrì ai suoi parenti esiliati l'uso del Palacio Uribarren a Lekeitio, nella baia di Biscaglia. Per i successivi sei anni, Zita si stabilì a Lekeitio, con il compito di crescere ed educare i figli. Vissero con finanze ristrette derivanti, prevalentemente, da redditi di proprietà private in Austria.

#### Belgio
Nel 1929 molti dei suoi figli si stavano avvicinando all'età di frequentare l'università e la famiglia cercò di spostarsi da qualche parte, in un clima educativo più congeniale della Spagna. Nel settembre di quell'anno si trasferirono nel villaggio belga di Steenokkerzeel, presso Bruxelles, dove erano più vicini a diversi membri della loro famiglia. Nel corso dei festeggiamenti per il suo diciottesimo compleanno, il primogenito Otto, maggiorenne secondo gli Statuti del Casato, dichiarò esaurito il compito di reggente di Zita.

#### America
Con l'invasione nazista del Belgio, avvenuta il 10 maggio 1940, Zita e la sua famiglia divennero profughi di guerra. Dopo essere sfuggiti alla morte, per un colpo diretto al castello dove vivevano da parte dei bombardieri tedeschi, fuggirono al castello del principe Saverio a Bostz. Il 18 maggio 1940 raggiunsero il confine spagnolo e, successivamente, raggiunsero il Portogallo, dove il governo degli Stati Uniti concesse i visti di ingresso alla famiglia il 9 luglio 1940.
Arrivati a New York il 27 luglio, si rifugiarono poi in Québec dove i suoi quattro figli più piccoli hanno studiato all'Università Laval. Vivendo in condizioni economiche ristrette, tutti i suoi figli parteciparono allo sforzo bellico. Otto s'incontrava regolarmente con Franklin Roosevelt; Roberto era il rappresentante degli Asburgo a Londra; Carlo Ludovico e Felice si arruolarono nell'esercito degli Stati Uniti; Rodolfo era nei contrabbandieri in Austria, negli ultimi giorni della guerra per aiutare a organizzare la Resistenza. Dall'America si adoperò, immediatamente dopo la guerra, affinché la sua patria, l'Austria e l'Ungheria, non entrasse nell'orbita sovietica e beneficiasse degli aiuti previsti dal Piano Marshall.

## Ultimi anni
Dopo un periodo di riposo e di recupero, Zita ritornò in Europa in occasione dei matrimoni dei suoi figli. Nel 1952 si trasferì in Lussemburgo, al fine di prendersi cura di sua madre Maria Antonia, che morì all'età di 96 anni, nel 1959. Il vescovo di Coira propose quindi a Zita di trasferirsi in una residenza che amministrava (l'ex castello dei conti Salis) a Zizers. Il castello aveva spazio sufficiente per le visite dalla sua grande famiglia e una cappella (una necessità per Zita, che era devotamente cattolica). Alla fine Zita accettò.
Nel 1972 partecipò al funerale di sua figlia Adelaide, episodio per lei molto doloroso. Si spese poi per la canonizzazione del marito. Nel 1982 ritornò infine in Austria, dopo esserne stata assente per sei decenni. Negli anni successivi l'imperatrice fece diverse visite alla sua ex patria austriaca, apparendo anche alla televisione austriaca. In una serie di interviste sul tabloid viennese Kronen Zeitung. Zita espresse la sua opinione sulla morte del principe ereditario Rodolfo d'Austria e della sua amante, la baronessa Maria Vetsera, a Mayerling, avvenuta nel 1889, sostenendo che non si trattò di un doppio suicidio, ma di un omicidio da parte di agenti francesi o austriaci.

### Morte

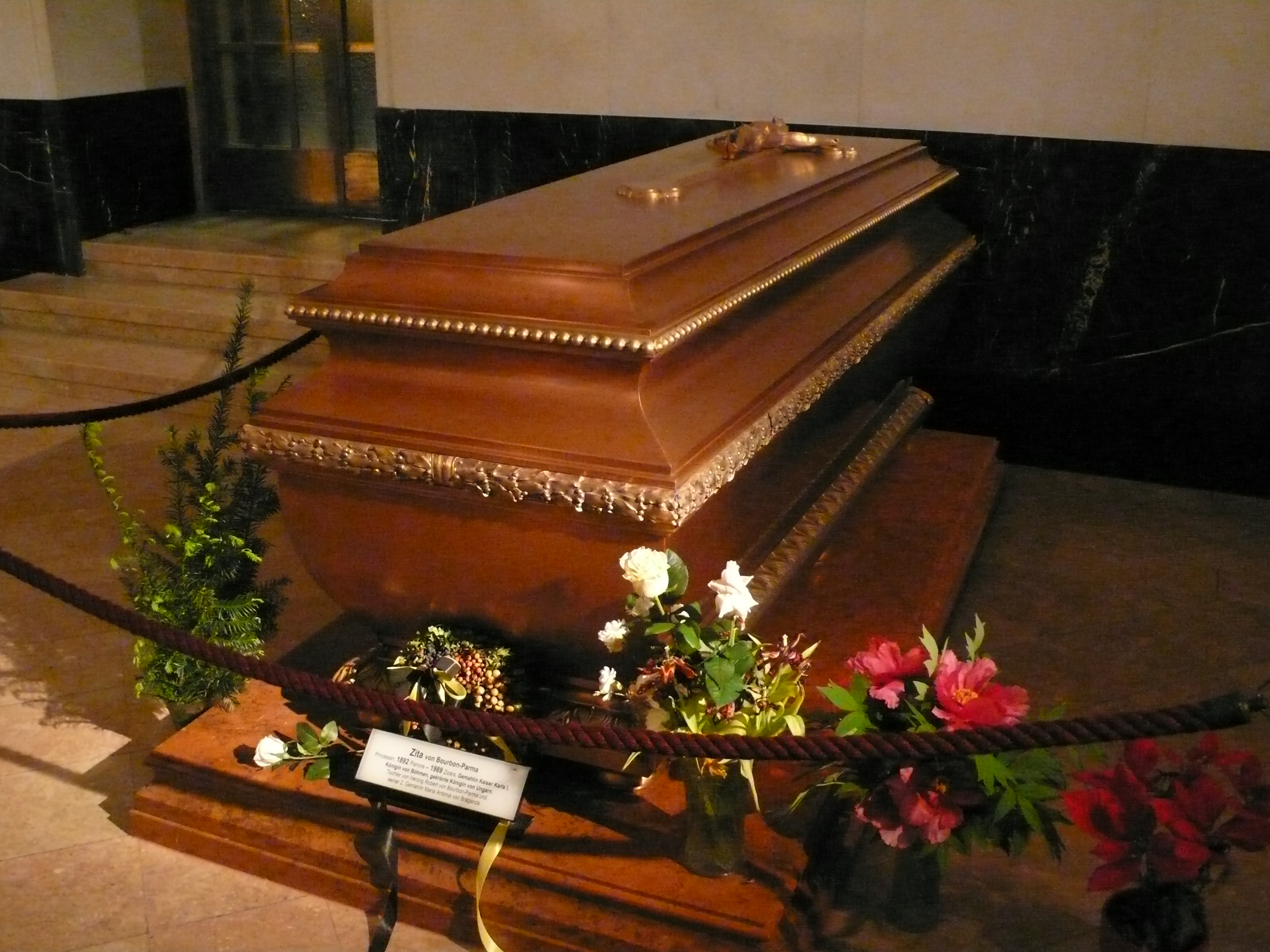
La tomba di Zita nella Cripta dei Cappuccini

Dopo il suo novantesimo compleanno, la sua salute cominciò a peggiorare. La sua ultima grande riunione di famiglia ebbe luogo a Zizers nel 1987, in occasione del suo novantacinquesimo compleanno. Durante la visita di sua figlia, nell'estate 1988, fu colpita da una polmonite e trascorse la maggior parte del periodo autunnale e invernale a letto.
Morì, novantaseienne, la notte del 14 marzo 1989, parzialmente cieca e costretta su una sedia a rotelle. Il suo funerale, al quale intervennero migliaia di persone, ebbe luogo nel duomo di Vienna il 1º aprile, anniversario della morte del marito. Vi parteciparono più di 200 membri della famiglia degli Asburgo e dei Borbone di Parma e 6 000 tra leader politici, funzionari statali e rappresentanti internazionali, compreso un rappresentante di papa Giovanni Paolo II. Zita di Borbone-Parma fu sepolta, accanto a un busto dell'amatissimo consorte, nella Cripta dei Cappuccini.

## Causa di beatificazione e canonizzazione
Il 10 dicembre 2009, monsignor Yves Le Saux, vescovo di Le Mans, aprì il processo diocesano per la beatificazione di Zita. Zita aveva l'abitudine di passare diversi mesi dell'anno presso la diocesi di Le Mans, presente presso l'abbazia di Santa Cecilia, a Solesmes, dove tre delle sue sorelle erano religiose.
Il principale ideatore fu l'associazione francese Pour la Béatification de l'Impératrice Zita. Il postulatore per la causa fu Alexander Leonahardt. Il vice-postulatore per l'Ungheria fu il teologo cattolico Norbert Nagy, mentre il giudice del tribunale fu Bruno Bonnet.
Con l'apertura della causa, l'ultima imperatrice divenne Servo di Dio.

## Titoli, stili e stemma

Stemma Personale dell'Imperatrice Zita

### Titoli
- 9 maggio 1892 - 21 ottobre 1911: Sua Altezza Reale Zita, principessa di Borbone, principessa di Parma.[22]
- 21 ottobre 1911 - 28 giugno 1914: Sua Altezza Imperiale e Reale l'arciduchessa Zita, arciduchessa Carlo d'Austria, principessa di Parma.
- 28 giugno 1914 - 21 novembre 1916: Sua Altezza Imperiale e Reale l'arciduchessa d'Austria-Este[23]
- 21 novembre 1916 - 3 aprile 1919: Sua Maestà Imperiale e Reale Apostolica l'imperatrice d'Austria, regina apostolica d'Ungheria e Croazia, Slovenia e Dalmazia.[23]

## Discendenza

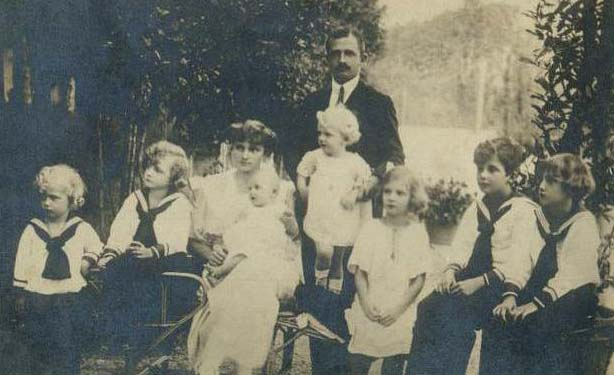
Carlo I d'Austria e Zita con i loro figli a Herstenstein, 1921

Carlo I d'Austria e Zita ebbero otto figli e trentatré nipoti:
| Nome | Immagine | Nascita                                | Morte                               | Matrimonio                                                              | Consorte | Note                                                        | Discendenza                          |
| --- | -------- | -------------------------------------- | ----------------------------------- | ----------------------------------------------------------------------- | --- | ----------------------------------------------------------- | ------------------------------------ |
| Ottone Francesco Giuseppe Ottone Roberto Maria Antonio Carlo Massimiliano Sisto Saverio Felice Renato Ludovico Gaetano Pio Ignazio                                                           |          | 20 novembre 1912, Reichenau an der Rax | 4 luglio 2011, Pöcking              | 1951, Nancy                                                             | Regina Elena Elisabetta Margherita di Sassonia-Meiningen (6 gennaio 1925 - 3 febbraio 2010)                      | Principe ereditario d'Austria e d'Ungheria dal 1916 al 1919 | 7 figli, 22 nipoti e dieci pronipoti |
| Adelaide Adelaide Maria Giuseppa Sista Antonia Roberta Ottonia Zita Carlotta Luisa Immacolata Pia Teresa Beatrice Francesca Isabella Enrichetta Massimiliana Genoveva Ignazia Marco d'Aviano |          | 3 gennaio 1914, Vienna                 | 2 ottobre 1971, Pöcking             |                                                                         | |                                                             |                                      |
| Roberto Roberto Carlo Ludovico Massimiliano Michele Maria Antonio Francesco Ferdinando Giuseppe Ottone Uberto Giorgio Pio Giovanni Marco d'Aviano                                            |          | 8 febbraio 1915, Vienna                | 7 febbraio 1996, Basilea            | 29 dicembre 1953, Brou                                                  | Margherita di Savoia-Aosta (7 aprile 1930 - 10 gennaio 2022)                                                     | arciduca d'Austria-Este dal 1917 al 1996                    | 5 figli, 19 nipoti e 7 pronipoti     |
| Felice Felice Federico Augusto Maria di Siege Francesco Giuseppe Pietro Carlo Antonio Roberto Ottone Pio Michele Benedetto Sebastiano Ignazio Marco d'Aviano                                 |          | 31 maggio 1916, Vienna                 | 6 settembre 2011, Città del Messico | 19 dicembre 1952, Beaulieu-sur-Mer                                      | Anna Eugenia di Arenberg (1925 - 1997)                                                                           |                                                             | 7 figli e 27 nipoti                  |
| Carlo Ludovico Carlo Ludovico Maria Francesco Giuseppe Michele Gabriele Antonio Roberto Stefano Pio Gregorio Ignazio Marco d'Aviano                                                          |          | 10 marzo 1918, Baden bei Wien          | 11 dicembre 2007, Bruxelles         | 17 gennaio 1950, Belœil                                                 | Yolande Marie Jeanne Charlotte de Ligne (6 maggio 1923 - 13 settembre 2023)                                      |                                                             | 4 figli, 20 nipoti, 13 pronipoti     |
| Rodolfo Rodolfo Siringo Pietro Carlo Francesco Giuseppe Roberto Ottone Antonino Maria Pio Benedetto Ignazio Lorenzo Giustiniano Marco d'Aviano                                               |          | 5 settembre 1919, Prangins             | 15 maggio 2010, Bruxelles           | - 22 giugno 1953, Tuxedo Park (1968 vedovo) - 15 ottobre 1971, Ellingen | - Xenia Czernichev-Besobrasov (11 giugno 1929 - 20 settembre 1968) - Anna Gabriele von Wrede (11 settembre 1940) |                                                             | 5 figli, 16 nipoti e 3 pronipoti     |
| Carlotta Carlotta Edvige Francesca Giuseppa Maria Antonia Roberta Ottonia Pia Anna Ignazia Marco d'Avino                                                                                     |          | 1 marzo 1921, Prangins                 | 23 luglio 1989, Monaco di Baviera   | 25 luglio 1956, Pöcking                                                 | Giorgio di Meclemburgo-Strelitz (5 ottobre 1899 - 9 luglio 1963)                                                 | Duchessa di Meclemburgo-Strelitz                            |                                      |
| Elisabetta Elisabetta Carlotta Alfonsa Cristina Teresa Antonia Giuseppa Roberta Ottania Francesca Isabella Pia Marco d'Aviano                                                                |          | 31 maggio 1922, Madrid                 | 6 gennaio 1993, Waldstein           | 12 settembre 1949, Lignières                                            | Enrico del Liechtenstein (5 agosto 1916 - 17 aprile 1991)                                                        |                                                             | 5 figli, 7 nipoti e sei pronipoti    |

## Ascendenza
|                                           |                            |                                             | Genitori                                       |  |  | Nonni |  |  | Bisnonni          |  |  | Trisnonni             |  |
|                                           |                            |                                             |                                                |  |  |       |  |  | Carlo II di Parma |  |  | Ludovico I di Etruria |  |
|                                           |                            |                                             |                                                |  |  |       |  |  | Carlo II di Parma |  |  | Ludovico I di Etruria |  |
|                                           |                            | Maria Luisa di Spagna                       |                                                |  |  |       |  |  | Carlo II di Parma |  |  |                       |  |
| Carlo III di Parma                        |                            |                                             |                                                |  |  |       |  |  | Carlo II di Parma |  |  |                       |  |
|                                           |                            | Maria Teresa di Savoia                      | Vittorio Emanuele I di Savoia                  |  |  |       |  |  |                   |  |  |                       |  |
|                                           |                            | Maria Teresa di Savoia                      | Vittorio Emanuele I di Savoia                  |  |  |       |  |  |                   |  |  |                       |  |
|                                           |                            | Maria Teresa di Savoia                      | Maria Teresa d'Austria-Este                    |  |  |       |  |  |                   |  |  |                       |  |
| Roberto I di Parma                        |                            | Maria Teresa di Savoia                      |                                                |  |  |       |  |  |                   |  |  |                       |  |
|                                           |                            | Carlo Ferdinando di Borbone-Francia         | Carlo X di Francia                             |  |  |       |  |  |                   |  |  |                       |  |
|                                           |                            | Carlo Ferdinando di Borbone-Francia         | Carlo X di Francia                             |  |  |       |  |  |                   |  |  |                       |  |
|                                           |                            | Carlo Ferdinando di Borbone-Francia         | Maria Teresa di Savoia                         |  |  |       |  |  |                   |  |  |                       |  |
| Luisa Maria di Francia                    |                            | Carlo Ferdinando di Borbone-Francia         |                                                |  |  |       |  |  |                   |  |  |                       |  |
|                                           |                            | Maria Carolina delle Due Sicilie            | Francesco I delle Due Sicilie                  |  |  |       |  |  |                   |  |  |                       |  |
|                                           |                            | Maria Carolina delle Due Sicilie            | Francesco I delle Due Sicilie                  |  |  |       |  |  |                   |  |  |                       |  |
|                                           |                            | Maria Carolina delle Due Sicilie            | Maria Clementina d'Austria                     |  |  |       |  |  |                   |  |  |                       |  |
| Zita di Borbone-Parma                     |                            | Maria Carolina delle Due Sicilie            |                                                |  |  |       |  |  |                   |  |  |                       |  |
|                                           | Giovanni VI del Portogallo | Pietro III del Portogallo                   |                                                |  |  |       |  |  |                   |  |  |                       |  |
|                                           | Giovanni VI del Portogallo | Pietro III del Portogallo                   |                                                |  |  |       |  |  |                   |  |  |                       |  |
|                                           | Giovanni VI del Portogallo | Maria I del Portogallo                      |                                                |  |  |       |  |  |                   |  |  |                       |  |
| Michele I del Portogallo                  | Giovanni VI del Portogallo |                                             |                                                |  |  |       |  |  |                   |  |  |                       |  |
|                                           |                            | Carlotta Gioacchina di Spagna               | Carlo IV di Spagna                             |  |  |       |  |  |                   |  |  |                       |  |
|                                           |                            | Carlotta Gioacchina di Spagna               | Carlo IV di Spagna                             |  |  |       |  |  |                   |  |  |                       |  |
|                                           |                            | Carlotta Gioacchina di Spagna               | Maria Luisa di Parma                           |  |  |       |  |  |                   |  |  |                       |  |
| Maria Antonia del Portogallo              |                            | Carlotta Gioacchina di Spagna               |                                                |  |  |       |  |  |                   |  |  |                       |  |
|                                           |                            | Costantino di Löwenstein-Wertheim-Rosenberg | Carlo Tommaso di Löwenstein-Wertheim-Rosenberg |  |  |       |  |  |                   |  |  |                       |  |
|                                           |                            | Costantino di Löwenstein-Wertheim-Rosenberg | Carlo Tommaso di Löwenstein-Wertheim-Rosenberg |  |  |       |  |  |                   |  |  |                       |  |
|                                           |                            | Costantino di Löwenstein-Wertheim-Rosenberg | Sofia di Windisch-Grätz                        |  |  |       |  |  |                   |  |  |                       |  |
| Adelaide di Löwenstein-Wertheim-Rosenberg |                            | Costantino di Löwenstein-Wertheim-Rosenberg |                                                |  |  |       |  |  |                   |  |  |                       |  |
|                                           |                            | Agnese di Hohenlohe-Langenburg              | Carlo Ludovico I di Hohenlohe-Langenburg       |  |  |       |  |  |                   |  |  |                       |  |
|                                           |                            | Agnese di Hohenlohe-Langenburg              | Carlo Ludovico I di Hohenlohe-Langenburg       |  |  |       |  |  |                   |  |  |                       |  |
|                                           |                            | Agnese di Hohenlohe-Langenburg              | Amalia Enrichetta di Solms-Baruth              |  |  |       |  |  |                   |  |  |                       |  |
|                                           |                            | Agnese di Hohenlohe-Langenburg              |                                                |  |  |       |  |  |                   |  |  |                       |  |